# San Cristóbal de Entreviñas
San Cristóbal de Entreviñas ist ein nordwestspanischer Ort und eine Gemeinde (municipio) mit nur noch 1.318 Einwohnern (Stand: 2024) im Süden der Provinz Zamora in der Autonomen Gemeinschaft Kastilien-León. Zur Gemeinde gehören neben dem Hauptort San Cristóbal de Entreviñas die Ortschaften San Miguel de Esla und Santa Colomba de las Carabias.

## Lage und Klima
San Cristóbal de Entreviñas liegt am westlichen Rand der Kastilischen Hochebene (Meseta Iberica) in einer Höhe von ca. 715 m. Die Provinzhauptstadt Zamora ist gut 55 km (Fahrtstrecke) in südsüdöstlicher Richtung entfernt. Durch die Gemeinde führt die Autovía A-6. Der Esla begrenzt die Gemeinde im Osten. 
Das gemäßigte Kontinentalklima wird nur selten vom Atlantik beeinflusst; Regen (ca. 448 mm/Jahr) fällt vorwiegend im Winterhalbjahr.

## Bevölkerungsentwicklung
| Jahr      | 1970 | 1981 | 1991 | 2001 | 2011 | 2021 |
| Einwohner | 1620 | 1660 | 1677 | 1618 | 1556 | 1362 |

## Sehenswürdigkeiten
- Christopheruskirche